# Rakoniewice
Rakoniewice é um município da Polônia, na voivodia da Grande Polônia e no condado de Grodzisk Wielkopolski. Estende-se por uma área de 3,4 km², com 3 584 habitantes, segundo os censos de 2016, com uma densidade de 1063,5 hab/km².